# Felsritzungen von Herand

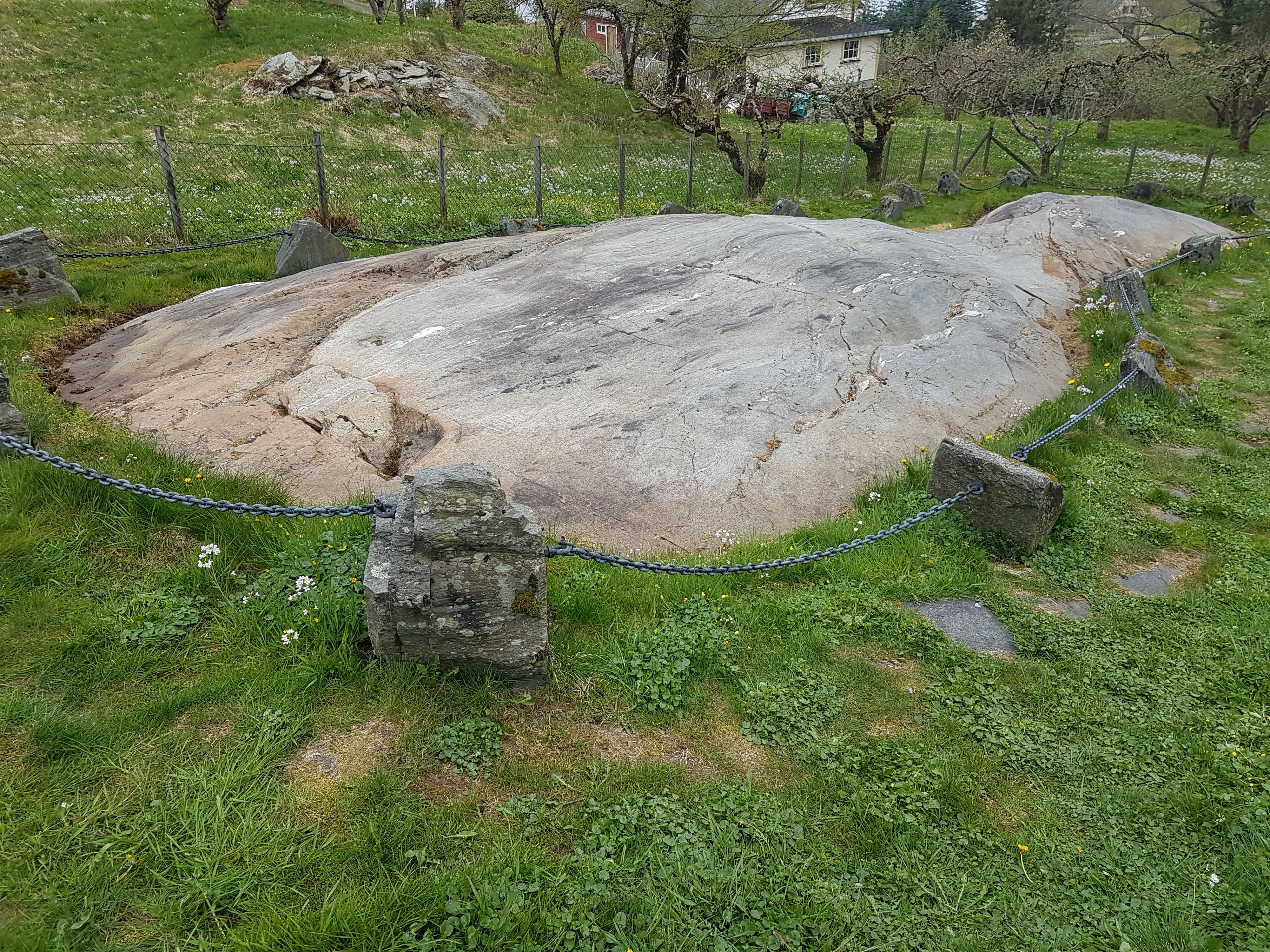
Felsritzungen von Herand

Die Felsritzungen von Herand in Bakko (500 m östlich von Herand in Jondal im Fylke Vestland in Norwegen) bestehen aus etwa 150 Petroglyphen.
Das Feld liegt in einem etwa 7,5 m langen und maximal 4,0 m breiten Aufschluss nahe der Straße 550 nach Utne. Es gibt Boote, Fußsohlen, 23 Menschen, Ringe und Schälchen. Das dargestellte Boot mit fünf Besatzungsmitgliedern ist sehr flach, verwittert und schwer zu sehen und ist vielleicht der Rest einer Bootsfigur. Das Feld ist aufgrund der vielen erotischen Motive ungewöhnlich. Es wird angenommen, dass die Ritzungen aus der jüngeren Bronzezeit (1100–500 v. Chr.) stammen. Der erste Bericht 1903 über die Felsritzungen stammt vom Lokalhistoriker und Pfarrer von Ullensvang Olaf Olafsen (1843–1932).
Bei mehreren Untersuchungen wurden neue Felsritzungen gefunden. Die Ritzungen wurden mit Metallwerkzeugen oder hartem Gestein in die Felsoberfläche geschlagen. Ursprünglich waren sie nicht ausgemalt. Um die Motive klarer darzustellen, werden sie heute farbig hervorgehoben.